# جون يونغ (مساح أراضي)
جون يونغ (بالإنجليزية: John Young)‏ هو مساح أراضي أمريكي، ولد في 8 مارس 1764 في بيتربورو في الولايات المتحدة، وتوفي في 1825.